# العكدة (العداني)

تعديل مصدري - تعديل

العكدة محلة تابعة لقرية المجزف، التابعة لعزلة العداني بمديرية ذي السفال إحدى مديريات محافظة إب في الجمهورية اليمنية، بلغ تعداد سكانها 70 حسب تعداد اليمن لعام 2004.